# Wikiversité
Wikiversity
 (février 2023).
Wikiversité  ou Wikiversity est un portail web multilingue, collaboratif et gratuit de ressources éducatives libres. Il est géré en wiki grâce au moteur MediaWiki.
Comme Wikipédia, Wikiversité est hébergé par la Fondation Wikimédia et le contenu qu'il produit, librement améliorable, est protégé par la licence Creative Commons « Attribution - Partage dans les Mêmes Conditions ». Le projet existe en dix-sept langues, dans une apparence unie, mais avec de grandes variations de contenus.

## Contenu
« Wikiversité » est un mot-valise issu de la fusion des termes wiki et université. Cependant, le projet n'a pas vocation à se cantonner aux études supérieures : le mot université ne renvoie qu'à la structure des pages du site (organisées en « facultés » et en « départements » dans la version francophone).
Comme une université classique, chaque communauté linguistique regroupe plusieurs « facultés » virtuelles, dans lesquelles figurent :
- un pôle « enseignement » qui propose des leçons et des exercices ;
- un pôle « recherche » visant à élaborer (idéalement) de futures publications scientifiques.

Les leçons sont aussi divisées par niveau. Les quiz sont réalisables directement sur le site et corrigés automatiquement.
Wikiversité se distingue de Wikipédia en quatre points :
- son contenu se limite à des sujets conformes aux programmes scolaires et universitaires ;
- les connaissances y sont organisées de manière à offrir (dans l'idéal) des formations complètes et « pas à pas », notamment grâce à des modules interactifs (quiz et exercices corrigés), et/ou des ressources interactives pour les enseignants[2] ;
- elle dispose d'un espace « Recherche » (« WikiJournal » en anglais) où les « travaux inédits » et les essais sont acceptés ;
- en plus de coordonner les efforts de contribution, ses pages de discussion servent aussi à fournir un soutien pédagogique à distance[2].

## Histoire
D'abord soumis à une discussion de la communauté wikimédienne, le projet Wikiversity (en anglais) est créé le 19 mai 2004 au sein de Wikibooks. En août 2005, il est proposé à la suppression, pour finalement devenir un projet Wikimédia indépendant. Le 15 août 2006, la version en anglais se détache définitivement de Wikibooks. La version francophone est créée le 1er décembre 2006,.
En juillet-août 2007, Wikiversité en anglais propose déjà des cours de géologie, d'astronomie, de gestion de projets, de design de jeu vidéo, d'aviation et de théologie sur le taoïsme ; à la même période, Wikiversité en français propose déjà des cours de langues, d'informatique, de musique, d'arts plastiques, de mathématiques, de sciences de l'ingénieur, de médecine et de langues anciennes.

## Identité visuelle
- Logotypes de Wikiversité[note 2]

Logotypes de Wikiversité
Logotype utilisé de 2006 à 2017.
Logotype utilisé depuis 2017.

## Organisation et fonctionnement
Wikiversité est édité dans le site web wikiversity.org avec le logiciel MediaWiki, qui permet aux internautes de créer, d'éditer et de publier du contenu,. De même que Wikipédia, les serveurs hébergeant le site sont financés par la Fondation Wikimédia.
Comme les autres wikis de la Wikimedia Foundation, Wikiversité s'organise en unités linguistiques. Début 2025, Wikiversité est subdivisé en dix-sept communautés linguistiques : allemand, anglais, arabe, chinois, coréen, espagnol, finnois, français, grec, hindi, italien, japonais, portugais, russe, slovène, suédois et tchèque.
Toute page de Wikiversité peut être réutilisée et modifiée en dehors du site, pour et selon ses propres besoins, à condition de respecter les termes de la licence de documentation libre GNU et de la licence Creative Commons Attribution - Partage dans les mêmes conditions.

## Participants
D'après un professeur d'allemand et d'histoire à Neuss (Allemagne), de nombreux utilisateurs de Wikiversité sont issus des métiers de l'éducation. Il s'agit notamment d'enseignants qui éditent des pages dans le cadre de leur cours et qui utilisent le portail pour mettre du matériel pédagogique à la disposition de leurs élèves.